# Gesslerburg
Gesslerburg (eigentlich Burg zu Küssnacht) ist der Name einer mittelalterlichen Burg in Küssnacht. Sie ist wie die Hohle Gasse im gleichen Ort mit der Sage um Wilhelm Tell verbunden. Laut dem Geschichtsschreiber Aegidius Tschudi soll sie der Sitz von Landsvogt Hermann Gessler gewesen sein. Die Ruine der Gesslerburg befindet sich seit 1908 im Besitz der Schweizerischen Eidgenossenschaft.

## Lage
Die Ruine der Höhenburg liegt auf einer Hügelkuppe im Osten des Dorfes, oberhalb des Dorfbaches, der von der Seebodenalp in den See fliesst. Von der Knochenstampfe, einem am Bach gelegenen Schopf mit Wasserrad, in dem einst Düngemittel hergestellt wurde, führt ein Weg hinauf zur Gesslerburg.

## Geschichte
Über die Entstehung und die Geschichte der Burganlage ist trotz archäologischer Untersuchungen nur sehr wenig bekannt. Aus der zweiten Hälfte des 9. Jahrhunderts ist ein Adliger namens Recho nachgewiesen, der dem Benediktinerkloster im Hof Luzern neben anderen Gütern seine Besitztümer in Küssnacht schenkte. Vermutlich gehörte auch eine frühmittelalterliche Burganlage dazu. Die erste urkundliche Erwähnung stammt von 1263: «in castro nostro Chüssenach».

Gemälde Ruine von Gesslers Burg, ca. 1870

Vom Kloster ging Küssnacht 1291 durch Kauf an Rudolf I. von Habsburg über. Die Burgherren, die vom Haus Habsburg als Vögte eingesetzt wurden, traten als «Edle von Küssnach» auf. Ritter Eppo II. (1282–1315) verlangte als Vogt Steuern, Abgaben und Frondienste. 1302 kam es zu einem Streit mit den Leuten der Vogtei Küssnacht, bei dem der Vogt beinahe umgekommen sein soll. 
In der Chronik der Stadt Zürich (1415) wird für das Jahr 1352 eine Fehde zwischen Zürich und den Eidgenossen einerseits und Herzog Albrecht II. von Österreich andererseits erwähnt.